# Alur (Tamil Nadu)
Alur è una suddivisione dell'India, classificata come town panchayat, di 12.964 abitanti, situata nel distretto di Kanyakumari, nello stato federato del Tamil Nadu. In base al numero di abitanti la città rientra nella classe IV (da 10.000 a 19.999 persone).

## Geografia fisica
La città è situata a 08° 11' 54 N e 77° 22' 10 E.

## Società

### Evoluzione demografica
Al censimento del 2001 la popolazione di Alur assommava a 12.964 persone, delle quali 6.419 maschi e 6.545 femmine. I bambini di età inferiore o uguale ai sei anni assommavano a 1.303, dei quali 667 maschi e 636 femmine. Infine, coloro che erano in grado di saper almeno leggere e scrivere erano 10.328, dei quali 5.314 maschi e 5.014 femmine.